# Baby Keem
Hykeem Carter (* 22. Oktober 2000 in Carson, Kalifornien), alias Baby Keem, ist ein US-amerikanischer Rapper und Produzent. Seinen Durchbruch als Musiker hatte er 2021 im englischsprachigen Raum mit dem Album The Melodic Blue und mit dem Song Family Ties, für den er im selben Jahr einen Grammy erhielt.

## Biografie
Hykeem Carter begann mit 15 Jahren, seine eigenen Songs zu erstellen. Davor hatte er versucht, mit Minecraft-Videos seinen Erfolg zu erlangen, dies aber 2015 eingestellt. Im selben Jahr startete er seine Musikkarriere. Anfangs veröffentlichte er die Lieder und ab 2017 auch drei EPs unter seinem richtigen Namen, bevor er sich den Rappernamen Baby Keem zulegte. Mit seinen technischen Fertigkeiten machte er andere Musiker auf sich aufmerksam und das führte dazu, dass er 2018 bei einem Track des Black-Panther-Soundtrackalbums mitwirken durfte. Auch am Album Redemption von Jay Rock war er beteiligt. Im Jahr darauf arbeitete er für Schoolboy Q und für den Soundtrack von The Lion King.
Den ersten eigenen Erfolg hatte Baby Keem Ende 2019 mit dem Song Orange Soda, der es bis in die offiziellen Singlecharts brachte und eine Platin-Auszeichnung erhielt. Er verhalf sogar dem zugehörigen Mixtape Die for My Bitch zu einem Charteintritt in die Billboard 200. Die folgenden eineinhalb Jahre konzentrierte er seine Arbeit auf sein Debütalbum. Vorab erschien die Single Durag Activity zusammen mit Travis Scott, die ihm auch international mehrere Chartplatzierungen brachte. Das Album The Melodic Blue wurde am 10. September 2021 veröffentlicht und stieg in den USA auf Platz 5 der Charts ein. In zahlreichen weiteren Ländern war es ebenfalls erfolgreich. Größter Singlehit war Family Ties, bei dem er Unterstützung seines Cousins Kendrick Lamar bekommen hatte. Neben Gold und einer Top-20-Platzierung in den US-Charts brachte es ihm bei den Grammy Awards 2022 eine Auszeichnung in der Kategorie beste Rapdarbietung und drei weitere Nominierungen, darunter die als bester neuer Künstler.

## Diskografie

### Alben
| Jahr | Titel            | Höchstplatzierung, Gesamtwochen, AuszeichnungChartplatzierungen (Jahr, Titel, Platzierungen, Wochen, Auszeichnungen, Anmerkungen) | Höchstplatzierung, Gesamtwochen, AuszeichnungChartplatzierungen (Jahr, Titel, Platzierungen, Wochen, Auszeichnungen, Anmerkungen) | Höchstplatzierung, Gesamtwochen, AuszeichnungChartplatzierungen (Jahr, Titel, Platzierungen, Wochen, Auszeichnungen, Anmerkungen) | Höchstplatzierung, Gesamtwochen, AuszeichnungChartplatzierungen (Jahr, Titel, Platzierungen, Wochen, Auszeichnungen, Anmerkungen) | Höchstplatzierung, Gesamtwochen, AuszeichnungChartplatzierungen (Jahr, Titel, Platzierungen, Wochen, Auszeichnungen, Anmerkungen) | Anmerkungen                                                    |
| Jahr | Titel            | DE | AT | CH | UK | US | Anmerkungen                                                    |
| ---- | ---------------- | --- | --- | --- | --- | --- | -------------------------------------------------------------- |
| 2019 | Die for My Bitch | — | — | — | — | US196 (1 Wo.)US | Erstveröffentlichung: 19. Juli 2019 Mixtape                    |
| 2021 | The Melodic Blue | DE67 (2 Wo.)DE | AT26 (1 Wo.)AT | CH18 (1 Wo.)CH | UK49 Silber · (1 Wo.)UK | US5 Platin · (127 Wo.)US | Erstveröffentlichung: 10. September 2021 Verkäufe: + 1.095.000 |

Weitere Alben
- 2018: The Sound of Bad Habit (Mixtape)

### EPs
- 2017: Oct (als Hykeem Carter)
- 2018: Midnight (als Hykeem Carter)
- 2018: No Name (als Hykeem Carter)
- 2018: Hearts & Darts

### Singles
| Jahr | Titel Album                          | Höchstplatzierung, Gesamtwochen, AuszeichnungChartplatzierungen (Jahr, Titel, Album, Platzierungen, Wochen, Auszeichnungen, Anmerkungen) | Höchstplatzierung, Gesamtwochen, AuszeichnungChartplatzierungen (Jahr, Titel, Album, Platzierungen, Wochen, Auszeichnungen, Anmerkungen) | Höchstplatzierung, Gesamtwochen, AuszeichnungChartplatzierungen (Jahr, Titel, Album, Platzierungen, Wochen, Auszeichnungen, Anmerkungen) | Höchstplatzierung, Gesamtwochen, AuszeichnungChartplatzierungen (Jahr, Titel, Album, Platzierungen, Wochen, Auszeichnungen, Anmerkungen) | Höchstplatzierung, Gesamtwochen, AuszeichnungChartplatzierungen (Jahr, Titel, Album, Platzierungen, Wochen, Auszeichnungen, Anmerkungen) | Anmerkungen                                                                                       |
| Jahr | Titel Album                          | DE | AT | CH | UK | US | Anmerkungen                                                                                       |
| --- | ------------------------------------ | --- | --- | --- | --- | --- | ------------------------------------------------------------------------------------------------- |
| 2019 | Orange Soda Die for My Bitch         | — | — | — | UK— SilberUK | US98 ×4Vierfachplatin · (3 Wo.)US | Erstveröffentlichung: 16. Juli 2016 Verkäufe: + 4.200.000                                         |
| 2021 | Durag Activity The Melodic Blue      | — | — | CH68 (1 Wo.)CH | UK96 (1 Wo.)UK | US85 Gold · (1 Wo.)US | Erstveröffentlichung: 30. April 2021 Verkäufe: + 540.000; mit Travis Scott                        |
| 2021 | Family Ties The Melodic Blue         | — | — | — | UK52 Gold · (4 Wo.)UK | US18 ×5Fünffachplatin · (19 Wo.)US | Erstveröffentlichung: 27. August 2021 Verkäufe: + 5.700.000; mit Kendrick Lamar                   |
| 2023 | The Hillbillies –                    | — | — | — | — | US93 (1 Wo.)US | Erstveröffentlichung: 5. Juni 2023 mit Kendrick Lamar                                             |
| 2023 | Leavemealone USB                     | DE— aDE | AT57 (8 Wo.)AT | — | UK11 Platin · (18 Wo.)UK | — | Erstveröffentlichung: 8. Dezember 2023 Verkäufe: + 705.000; Fred Again feat. Baby Keem            |
| Folgende Lieder erschienen nicht als Single, wurden aber durch das Album zum Download und Streaming bereitgestellt und konnten somit eine Platzierung erlangen: |                                      | | | | | |                                                                                                   |
| |                                      | | | | | |                                                                                                   |
| 2021 | Range Brothers The Melodic Blue      | — | — | — | — | US53 Gold · (1 Wo.)US | Verkäufe: + 500.000; mit Kendrick Lamar                                                           |
| 2021 | Praise God Donda                     | DE— bDE | — | — | UK93 Silber · (4 Wo.)UK | US20 Platin · (7 Wo.)US | Charteinstieg: 9. September 2021 Verkäufe: + 1.420.000; Kanye West feat. Travis Scott & Baby Keem |
| 2022 | Savior Mr. Morale & the Big Steppers | — | — | — | — | US23 (1 Wo.)US | Kendrick Lamar feat. Baby Keem & Sam Dew                                                          |

Weitere Singles
- 2019: Invented It
- 2019: France Freestyle
- 2020: Hooligan/Sons & Critics Freestyle (US: Gold)
- 2021: No Sense

## Auszeichnungen für Musikverkäufe
| Silberne Schallplatte - Vereinigtes Königreich - 2024: für das Lied Honest - 2025: für das Lied 16 Goldene Schallplatte - Belgien - 2024: für die Single Leavemealone - Dänemark - 2024: für das Album The Melodic Blue - 2025: für die Single Family Ties - Italien - 2023: für das Lied Praise God - Kanada - 2022: für das Album The Melodic Blue - 2022: für die Single Durag Activity - 2022: für das Lied Trademark USA - 2022: für das Lied Praise God - Neuseeland - 2024: für die Single Leavemealone - Polen - 2024: für die Single Family Ties - 2024: für das Album The Melodic Blue - Vereinigte Staaten - 2024: für das Lied Vent - 2024: für das Lied Stats | Platin-Schallplatte - Australien - 2024: für die Single Leavemealone - Neuseeland - 2024: für das Album The Melodic Blue - Polen - 2024: für das Lied Praise God - Portugal - 2023: für die Single Family Ties - Vereinigte Staaten - 2023: für das Lied Lost Souls - 2023: für das Lied Trademark USA - 2024: für das Lied 16 2× Platin-Schallplatte - Brasilien - 2024: für das Lied Praise God - Kanada - 2022: für die Single Family Ties - Neuseeland - 2024: für die Single Family Ties - Vereinigte Staaten - 2024: für das Lied Honest |

Anmerkung: Auszeichnungen in Ländern aus den Charttabellen bzw. Chartboxen sind in ebendiesen zu finden.
| Land/RegionAuszeichnungen für Musikverkäufe (Land/Region, Auszeichnungen, Verkäufe, Quellen) | Silber     | Gold       | Platin       | Verkäufe   | Quellen                       |
| -------------------------------------------------------------------------------------------- | ---------- | ---------- | ------------ | ---------- | ----------------------------- |
| Australien (ARIA)                                                                            | —          | —          | Platin1      | 70.000     | aria.com.au                   |
| Belgien (BRMA)                                                                               | —          | Gold1      | —            | 20.000     | ultratop.be                   |
| Brasilien (PMB)                                                                              | —          | —          | 2× Platin2   | 80.000     | pro-musicabr.org.br           |
| Dänemark (IFPI)                                                                              | —          | 2× Gold2   | —            | 55.000     | ifpi.dk                       |
| Italien (FIMI)                                                                               | —          | Gold1      | —            | 50.000     | fimi.it                       |
| Kanada (MC)                                                                                  | —          | 4× Gold4   | 2× Platin2   | 320.000    | musiccanada.com               |
| Neuseeland (RMNZ)                                                                            | —          | Gold1      | 3× Platin3   | 90.000     | aotearoamusiccharts.co.nz NZ2 |
| Polen (ZPAV)                                                                                 | —          | 2× Gold2   | Platin1      | 85.000     | olis.pl                       |
| Portugal (AFP)                                                                               | —          | —          | Platin1      | 10.000     | Einzelnachweise               |
| Vereinigte Staaten (RIAA)                                                                    | —          | 5× Gold5   | 16× Platin16 | 18.500.000 | riaa.com                      |
| Vereinigtes Königreich (BPI)                                                                 | 5× Silber5 | Gold1      | Platin1      | 1.860.000  | bpi.co.uk                     |
| Insgesamt                                                                                    | 5× Silber5 | 17× Gold17 | 27× Platin27 |            |                               |

## Auszeichnungen
- Grammy Awards[7]
  - 2022: Best Rap Performance für Family Ties (featuring Kendrick Lamar)

Weitere Nominierungen: Best New Artist; Best Rap Song für Family Ties; Album of the Year für die Beteiligung am Album Donda von Kanye West